# یواس‌اس هابی (دی‌دی-۶۱۰)
یواس‌اس هابی (دی‌دی-۶۱۰) (به انگلیسی: USS Hobby (DD-610)) یک کشتی بود که طول آن ۳۴۸ فوت ۴ اینچ (۱۰۶٫۱۷ متر) بود. این کشتی در سال ۱۹۴۲ ساخته شد.